# 日高第四郎
日高 第四郎（ひだか だいしろう、1896年2月16日 - 1977年12月14日）は、日本の教育学・文教官僚。

## 生涯
日高秩父・リキ夫妻の四男として東京府（現：東京都）に生まれる。1922年京都帝国大学文学部哲学科卒。広島高等学校教授、第三高等学校教授、第一高等学校教授、1946年文部省学校教育局長となり、戦後の学制改革に参加。のち国立教育研究所長、1951年文部事務次官。文部事務次官時代の1952年2月、女子及び年少者の人身売買に関する件で衆議院行政監察特別委員会に証人喚問された。同年国際基督教大学教授。1966年定年退職、学習院女子短期大学学長兼学習院副学長を務め1970年退職。日本ユネスコ国内委員、民主教育協会副会長、教育課程審議会会長などを務めた。

## 家族・親族
父・秩父は書家、母・リキは呉黄石・せき夫妻の娘。母方の祖母・せきは箕作阮甫の長女なので、第四郎は阮甫の曾孫に当たる。統計学者の呉文聰は母方の伯父、精神医学者の呉秀三は母方の叔父、医学者の呉建と経済学者の呉文炳は母方の従兄（ともに文聰の子）、西洋古典学者の呉茂一は母方の従弟（秀三の長男）、文部官僚で教育評論家の木田宏は女婿。

## 著書
- 『教育改革への道』洋々社 1954
- 『戦後の教育改革の実態と問題』民主教育協会 IDE教育選書 1956
- 『日本の教育のあゆみ・ねらい・よりどころ』民主教育協会 IDE教育選書 1957

編
- 『大学入学に関する国際的研究』編 民主教育協会 IDE教育資料 1963

## 論文
- CiNii>日高第四郎